# Glanz an der Weinstraße
Glanz an der Weinstraße är en ort och tidigare kommun i Österrike. Den ligger i distriktet Leibnitz i förbundslandet Steiermark.
Kommunen blev 1 januari 2015 en del av den nybildade kommunen Leutschach an der Weinstraße.
Kommunen bestod av fyra orter (Ortschaften) (inom parentes invånarantal 1 januari 2024):
- Fötschach (599)
- Glanz (171)
- Langegg (94)
- Pößnitz (438)